# خوسيه أنطونيو غاريدو
خوسيه أنطونيو غاريدو (بالإسبانية: José Antonio Garrido Lima)‏ هو دراج إسباني، ولد في 28 نوفمبر 1975 في باراكالدو في إسبانيا.

## وصلات خارجية
- خوسيه أنطونيو غاريدو على موقع الاتحاد الدولي للدراجات (الإنجليزية)
- خوسيه أنطونيو غاريدو على موقع أرشيف الدراجات (الإنجليزية)
- خوسيه أنطونيو غاريدو على موقع إحصائيات الدراجات الإحترافية (الإنجليزية)
- خوسيه أنطونيو غاريدو على موقع نسبة الدراجات (الإنجليزية)